# 이쿠타구
이쿠타구(生田区)는 효고현 고베시에 설치되었던 구이다. 현재의 주오구 서부에 해당한다.